# Hal Walker
Hal Walker, né Harold Walker le 20 mars 1896 à Ottumwa (Iowa) et mort à Tracy (Californie), le 3 juillet 1972, est un réalisateur américain.

## Filmographie partielle
- 1945 : Un cœur aux enchères (Out of This World)
- 1945 : Duffy's Tavern
- 1945 : Le Club des cigognes (The Stork Club)
- 1946 : En route vers l'Alaska (Road to Utopia)
- 1950 : Irma à Hollywood (My Friend Irma Goes West)
- 1950 : Le Soldat récalcitrant (La Terreur de l'armée), At War with The Army
- 1951 : Bon sang ne peut mentir (That's My Boy)
- 1952 : En route vers Bali (Road to Bali)
- 1952 : La Polka des marins (Sailor Beware)